# Jennifer Holt
Jennifer Holt (* 10. November 1920 in Hollywood, Kalifornien; † 21. September 1997 in Dorset, England; eigentlich Elizabeth Marshall Holt) war eine US-amerikanische Schauspielerin.

## Leben
Jennifer Holt wurde als Tochter des Schauspielers Jack Holt und seiner Frau Margaret Woods in Hollywood, Kalifornien geboren. Sie und ihr Bruder Tim machten beide Karriere als Schauspieler.
Ihr Filmdebüt hatte sie 1941 unter dem Künstlernamen Jacqueline Holt in einem Western mit Hopalong Cassidy. Während der 1940er Jahre spielte sie in 47 weiteren Filmen, in der Mehrzahl Western, mit, in denen sie an der Seite von Cowboy-Stars wie Lash LaRue und Johnny Mack Brown auftrat. Holt drehte ihren letzten Film 1949 und moderierte dann als zweiter Gastgeber 1950 die Fernsehshow Panhandle Pete and Jennifer, von der jedoch nur eine Staffel produziert wurde.
Während der 1950er Jahre hatte sie gelegentlich kleinere Rollen in Westernserien wie The Gabby Hayes Show und Wells Fargo.
Obwohl die Beliebtheit von Westernfilmen während der 1970er Jahre abnahm, wurden bei den Fans dieses Genres die Western-Filmfestivals immer populärer. Dort hatte Holt Gelegenheitsauftritte als Gaststar. Jennifer Holt war zweimal verheiratet, doch beide Ehen wurden geschieden. Ihr zweiter Ehemann war der Schauspieler William Bakewell. Sie lebte eine Zeit lang in Mexiko und starb 1997 in Dorset, England.

## Filmografie
- 1941: Stick to Your Guns
- 1942: Broadway
- 1942: Private Buckaroo
- 1942: The Silver Bullet
- 1942: Abbott und Costello unter Kannibalen (Pardon My Sarong)
- 1942: Deep in the Heart of Texas
- 1942: Little Joe, the Wrangler
- 1942: The Old Chisholm Trail
- 1943: Adventures of the Flying Cadets
- 1943: Tenting Tonight on the Old Camp Ground
- 1943: Hi, Buddy
- 1943: Cheyenne Roundup
- 1943: Raiders of San Joaquin
- 1943: Cowboy in Manhattan
- 1943: Get Going
- 1943: Frontier Law
- 1943: Hers to Hold
- 1943: Lone Star Trail
- 1943: Raiders of Sunset Pass
- 1944: Marshal of Gunsmoke
- 1944: Oklahoma Raiders
- 1944: Guns of the Law
- 1944: Outlaw Trail
- 1944: Riders of the Santa Fe
- 1945: Beyond the Pecos
- 1945: The Navajo Trail
- 1945: Under Western Skies
- 1945: Renegades of the Rio Grande
- 1945: Song of Old Wyoming
- 1945: The Lost Trail
- 1946: Moon Over Montana
- 1946: Hop Harrigan America’s Ace of the Airways (Filmserial)
- 1946: Trigger Fingers
- 1947: Over the Santa Fe Trail
- 1947: Buffalo Bill greift ein (Buffalo Bill Rides Again)
- 1947: Fuzzy sieht Gespenster (Pioneer Justice)
- 1947: Fuzzy räumt auf (Ghost Town Renegades)
- 1947: Fuzzys Abenteuer (Stage to Mesa City)
- 1947: Fuzzy und die dicken Kartoffeln (The Fighting Vigilantes)
- 1947: Shadow Valley
- 1947: Where the North Begins
- 1947: Trail of the Mounties
- 1948: Tornado Range
- 1948: The Hawk of Powder River
- 1948: Range Renegades
- 1948: The Tioga Kid
- 1950: Panhandle Pete and Jennifer (Fernsehserie)
- 1958: Perry Mason (Fernsehserie, Folge Der Fall mit dem großen Geheimnis)
- 1957–1959: Wells Fargo (Tales of Wells Fargo) (Fernsehserie, 4 Folgen)